# Platja de San Martín
La Platja de San Martín és una de les platges de la parròquia de Celorio, en el concejo de Llanes, Astúries. S'emmarca a les platges de la Costa oriental d'Astúries, coneguda com a Costa Verda Asturiana i és considerada paisatge protegit, des del punt de vista mediambiental (per la seva vegetació). Per aquest motiu està integrada, segons informació del Ministeri d'Agricultura, Alimentació i Medi ambient, en el Paisatge Protegit de la Costa Oriental d'Astúries.

## Descripció
Es tracta d'una platja de sorra blanca amb afloraments rocosos. Presenta forma de petxina i enfront d'ella se situen dos illots (que formen part dels coneguts com a illes de Póo, a un dels quals s'uneix mitjançant un tómbol). L'entorn pot considerar-se verge, per ser de caràcter totalment natural, la qual cosa suposa no disposar d'equipaments ni serveis. Atès que presenta considerable onatge es fa apta per a la pràctica de surf. Durant la baixamar s'uneix a la platja de Portiello.
Com a dada curiosa a tenir en compte és l'existència d'un fenomen natural únic a la zona: en la baixamar, es pot veure com brolla aigua de la sorra de la platja. es tracta d'aigua dolça subterrània.
Pot també destacar-se l'existència d'unes petites cales. Realment es tracta de dos petits bancs de sorra que no poden considerar-se platges en si, a les quals només es pot accedir per les roques i que es diuen “La Nixón”, que és valorada perquè quan es duu a terme la recollida d'algues (ocle), queden al descobert dues coves conegudes com “els pous de la nixón” on es produïa una gran acumulació de material; i "la Penal", la qual només és accessible, durant unes poques hores, en baixamar, desapareixent en produir-se la pujada de la marea.